# Riksväg 70, Norge
Riksväg 70 (norska: Riksvei 70) är en riksväg i Norge som går mellan Oppdal i Oppdals kommun, Trøndelag fylke och Kristiansund i Kristiansunds kommun, Møre og Romsdal fylke. Den passerar genom kommunerna Oppdal, Sunndal, Tingvoll, Gjemnes och Kristiansund.
Vägen är 160,7 kilometer lång, varav 30,5 kilomer i Trøndelag fylke och 130,2 kilometer i Møre og Romsdal fylke. Den är asfalterad och passerar bland annat genom tätorterna Sunndalsøra och Tingvollvågen.

## Anslutningar
Riksväg 70 ansluter till:
- Europaväg 6 (vid Oppdal)
- Fylkesväg 62 (vid Sunndalsøra)
- Fylkesväg 670 (vid Ålvund)
- Fylkesväg 680 (vid Byskogen)
- Fylkesväg 64 (vid Kristiansund)

## Bilder

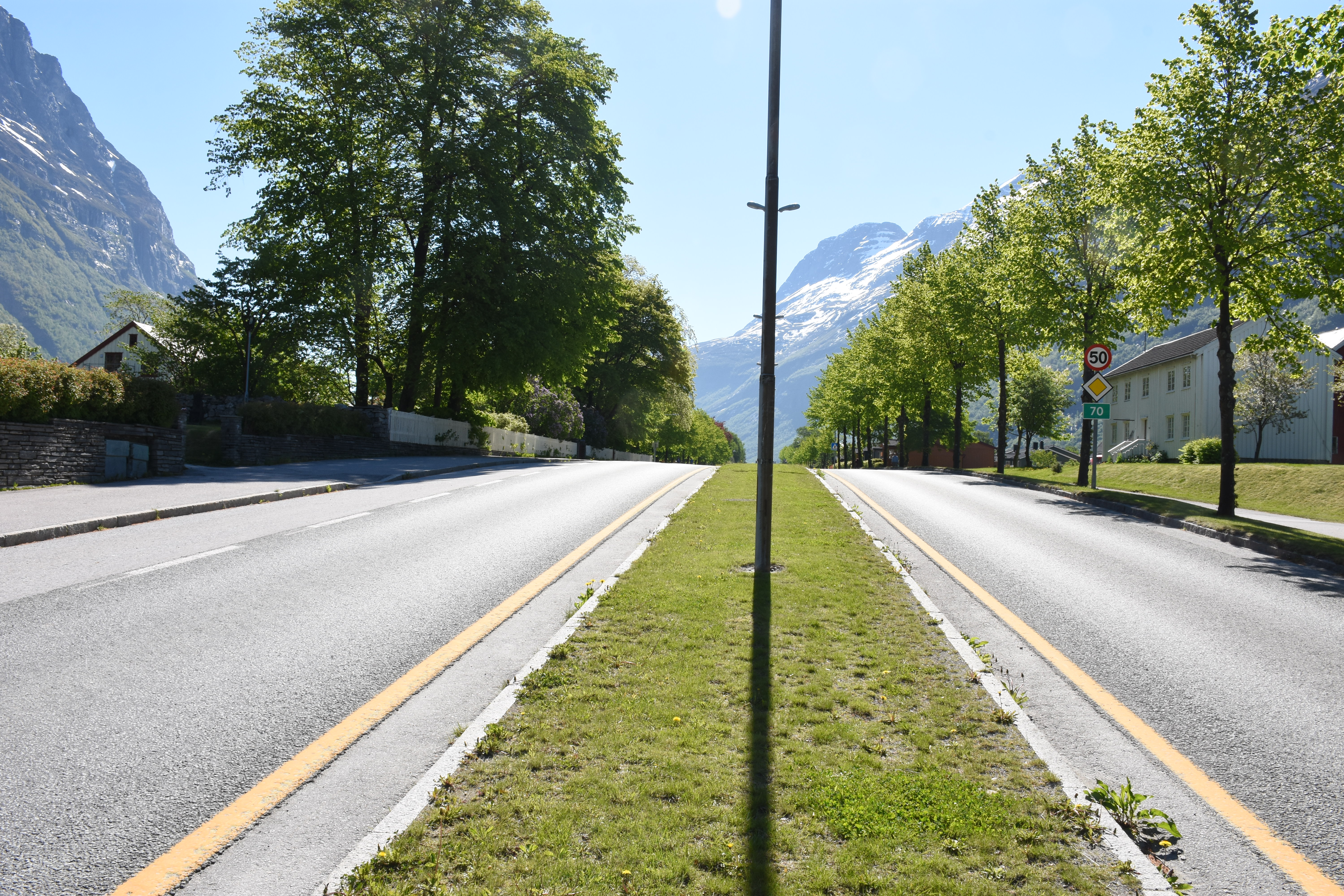
Riksväg 70 i Sunndalsøra.
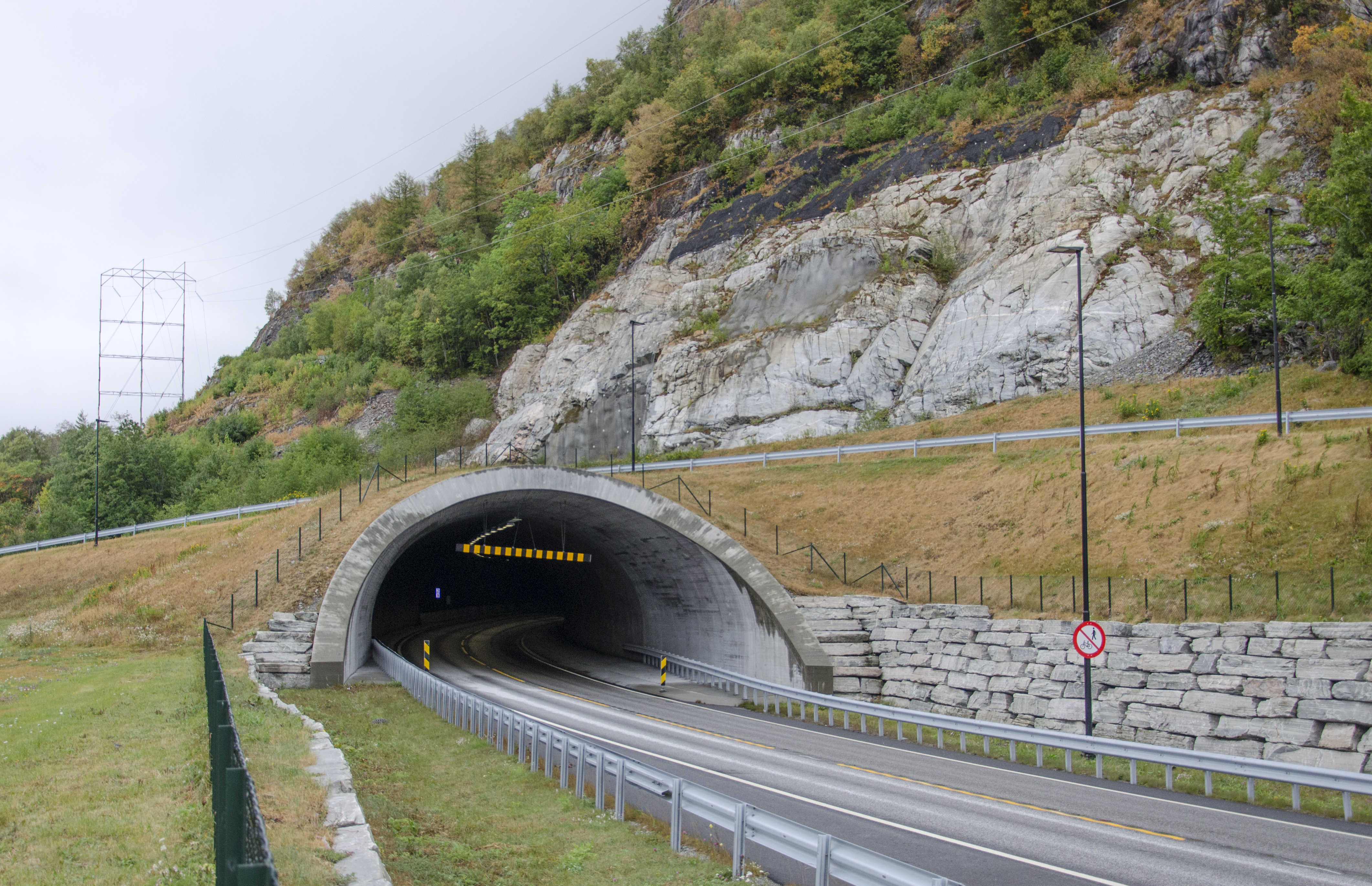
Riksväg 70 vid Oppdølsstrandstunneln.
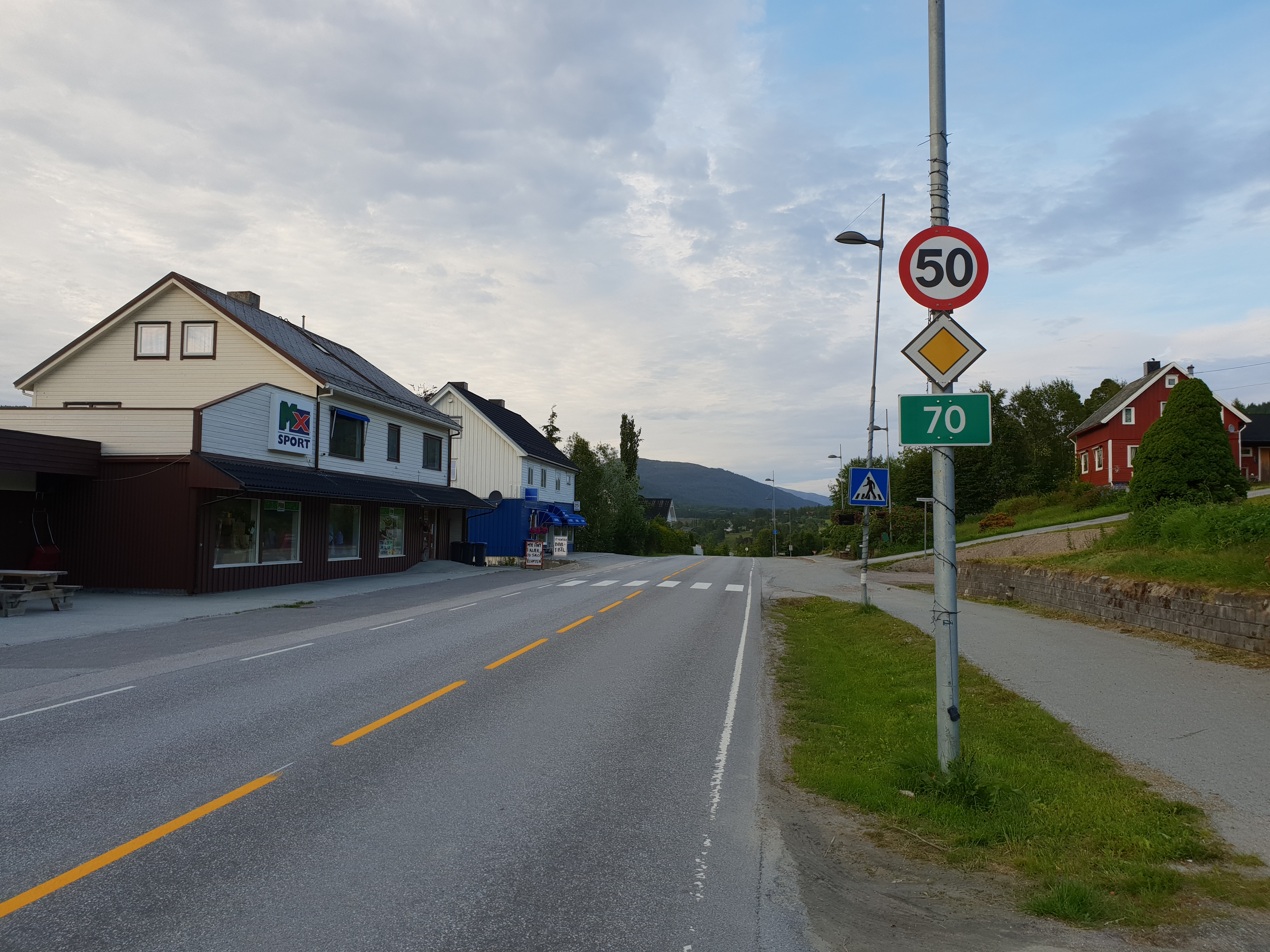
Riksväg 70 i Tingvollvågen.